# سكوت إيرل فرنسيس
سكوت إيرل فرنسيس (بالإنجليزية: Scott Earl Holman)‏ هو عازف بيانو أمريكي، ولد في 4 يونيو 1954 في بيتسبرغ في الولايات المتحدة.